# Рециклиране на хартия
Рециклирането на хартия е процес, при който стара или използвана хартия се раздробява във вода, за да се образува течна паста, която се разстила в тънък слой върху мрежа за сушене. След изсушаване хартията може да се отлепи от решетката – това е рециклирана хартия.
Всеки път, когато хартията преминава през процеса на рециклиране, хартиените влакна се разпадат и качеството на хартията намалява. Други фактори, които намаляват качеството на рециклираната хартия, са: мастилото, с което пишете или отпечатвате на хартия, и гланцирано покритие от всякакъв вид. Нискокачествената рециклирана хартия се използва за продукти, които изискват по-ниско качество на хартията или се смесват с нова хартия, за да се повиши качеството ѝ.
Един от етапите на процеса на рециклиране на хартия е избелване, което има за цел да възстанови на хартията „белия“ цвят и да позволи да послужи като ефективна повърхност за писане и печат. Процесът на избелване се извършва от различни химикали (хлор в повечето случаи), които замърсяват въздуха и почвата и могат да причинят рак.